# GR 8
GR 8 (también llamado UGC 8091) es una galaxia rica en gas enana. En 1995, Tolstoy dijo que la distancia desde la Tierra, con la corrección de Hipparcos (HIP), en 1997, era de 7,9 millones de años luz de la Tierra. Todavía no se sabe si puede ser un miembro del Grupo Local.
Fue descubierta en el Observatorio Lick con un telescopio de 12 pulgadas en 1946, 1947 y 1951.